# Kegeliella
Kegeliella là một chi lan comprising of 4 species distributed from Nicaragua to Venezuela.